# Weiler (Sinsheim)
Weiler is een plaats in de Duitse gemeente Sinsheim, deelstaat Baden-Württemberg, en telt 1.971 inwoners (ultimo 2017).
Het dorp is met station Sinsheim Hbf door een buslijn verbonden.
Tot het grondgebied van het dorp behoort een ten noorden ervan gelegen, 333 m hoge heuvel, de met akkers en wijngaarden bedekte  Steinsberg, waarbovenop een bezienswaardig kasteel staat. Deze Burg Steinsberg, met zijn uit 1220 daterende, achthoekige bergfried, herbergt een horecabedrijf en een gemeentelijke evenementenlocatie. Een gedeelte is echter voor bezichtiging opengesteld. Het kasteel heeft een zeer lange, rijke en bewogen geschiedenis.
De afgelegen herenboerderij Buchenauerhof is sinds 1971 de hoofdzetel van DMG interpersonal, een zendingsorganisatie van de evangelisch-lutherse kerken in Duitsland, die wereldwijd actief is. Te Weiler (Sinsheim) werken  op dit kantoor ruim 400 mensen.

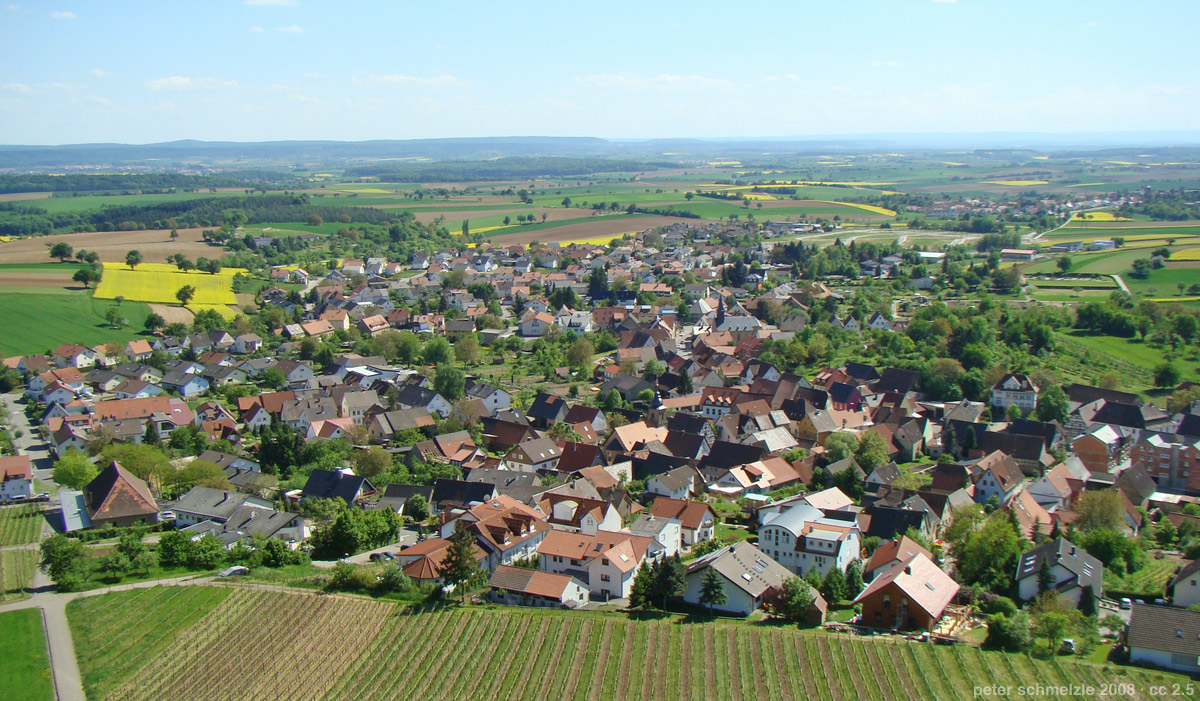
Gezicht op het dorp vanaf de Steinsberg
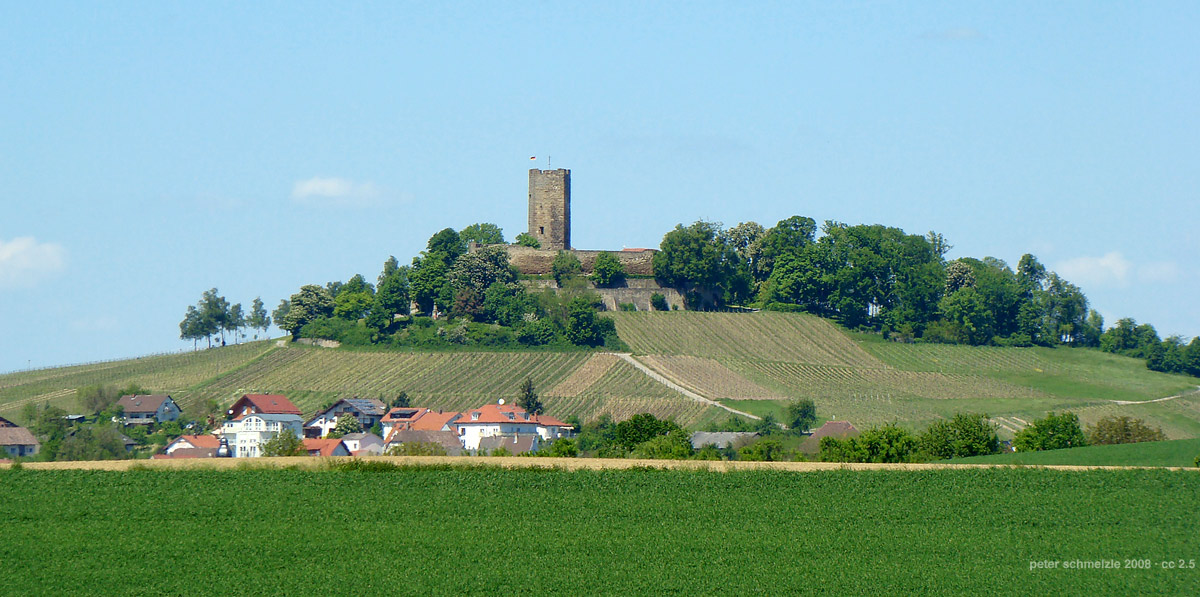
Steinsberg
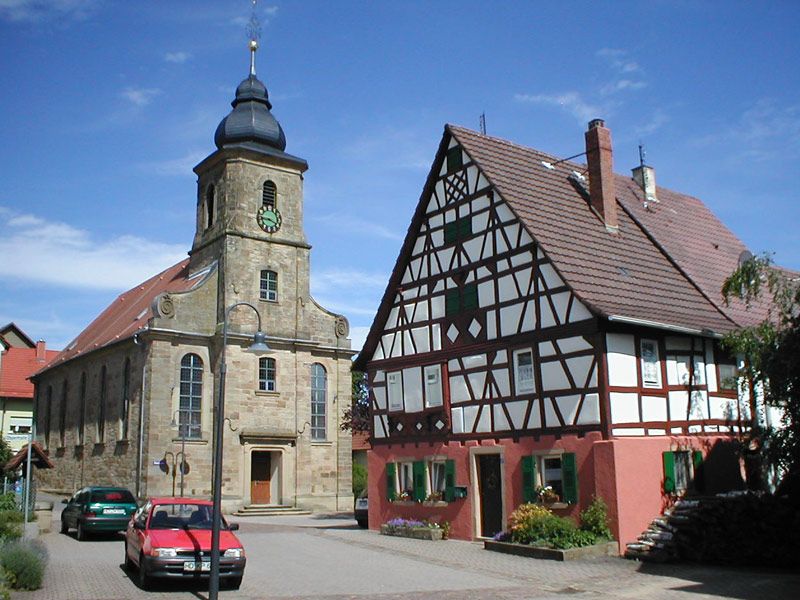
Evang.-lutherse kerk (1787); het vakwerkhuis ernaast dateert uit 1607.
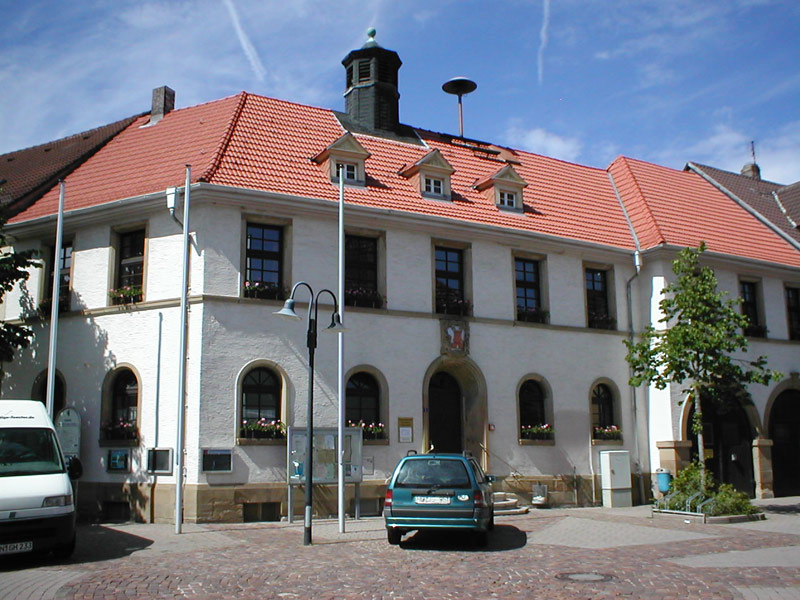
Voormalig gemeentehuis
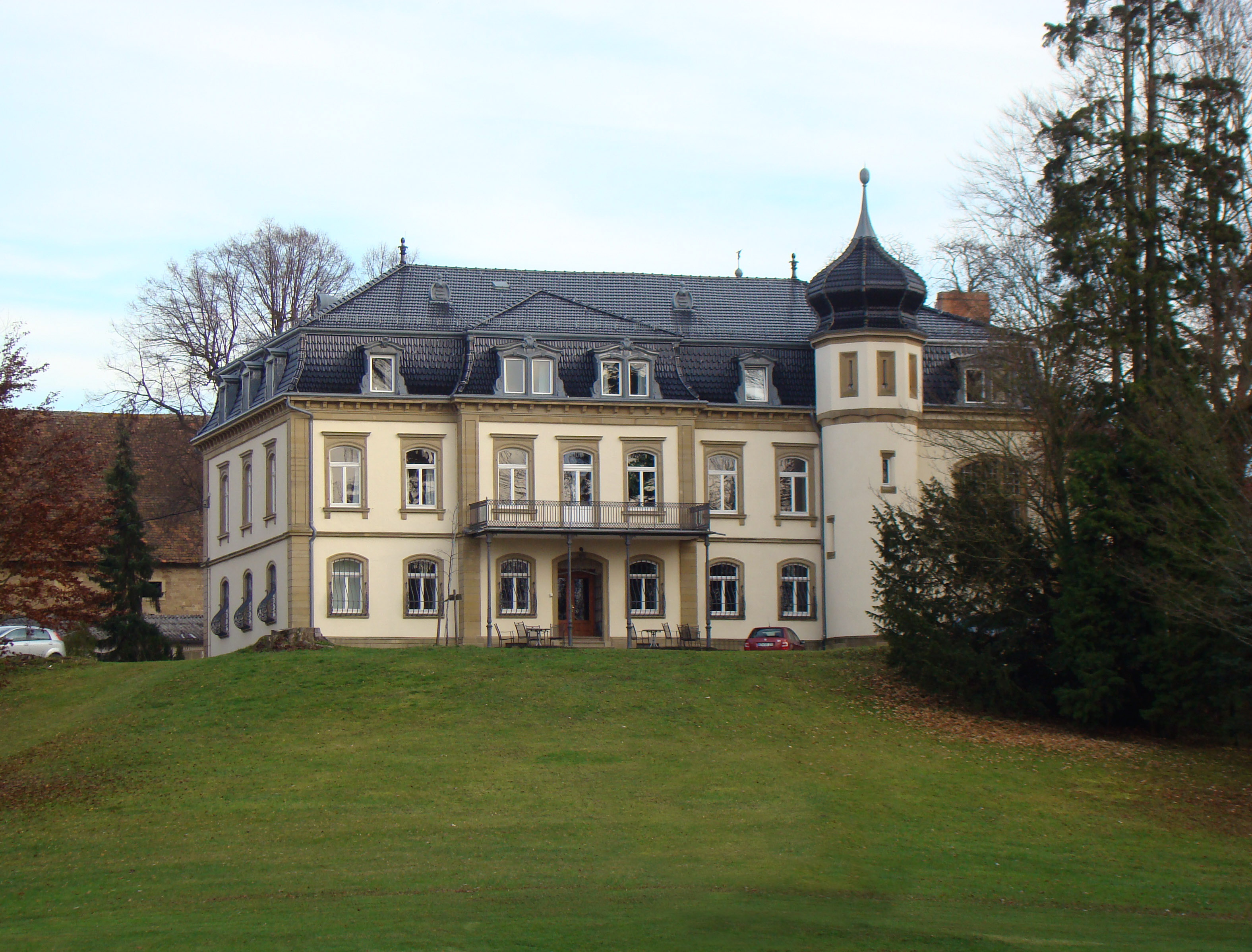
Buchenauerhof
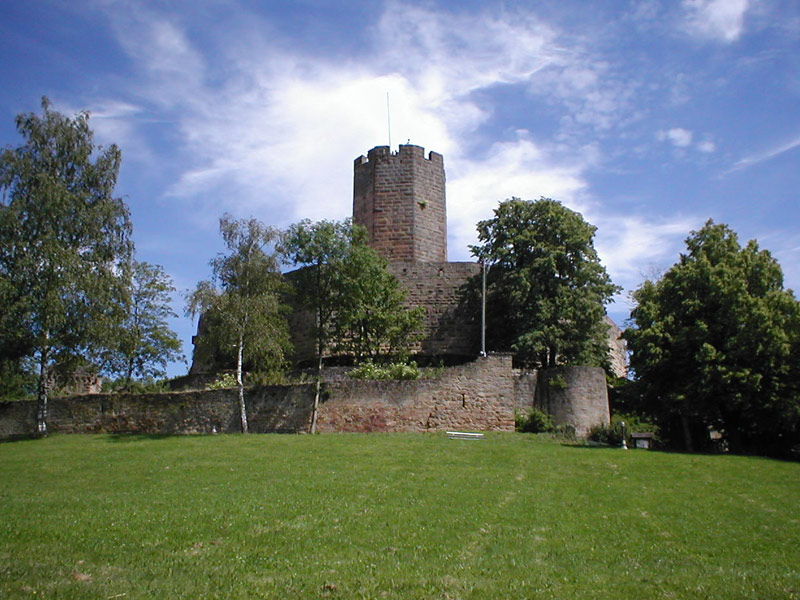
Burg Steinsberg (1)
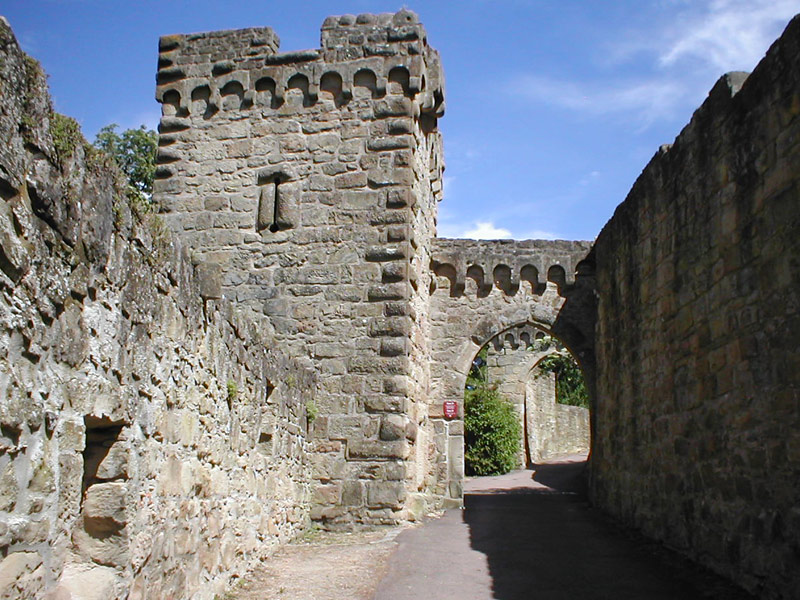
Burg Steinsberg (2)
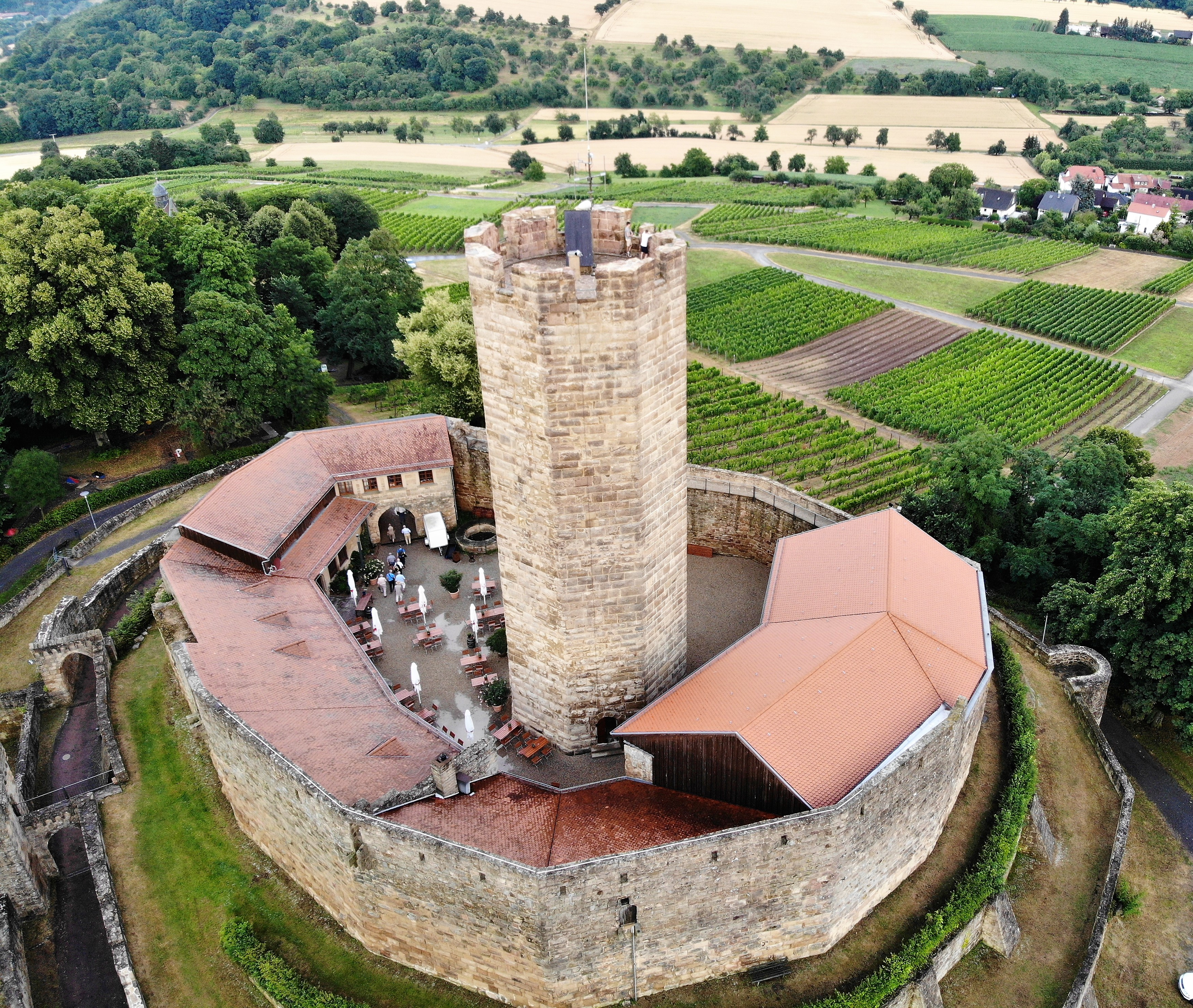
Burg Steinsberg (3)

Adersbach · Dühren · Ehrstädt · Eschelbach · Hasselbach · Hilsbach · Hoffenheim · Sinsheim · Reihen · Rohrbach · Steinsfurt · Waldangelloch · Weiler